# Statuia Inima lui Iisus
În anul 2011, pe dealul Gordon din Harghita, aflat între Odorheiu-Secuiesc și Praid, a fost ridicată cea mai mare statuie a Lui Iisus din Europa de Est. Denumită „Inima Lui Iisus”, statuia are o înălțime de aproximativ 22 de metri, e construită din fier și oțel inoxidabil, iar prețul ei de 200.000 de euro a fost plătit din donații strânse de primăria din comuna Lupeni.
În interiorul statuii metalice există o scară în formă de spirală pe care turiștii o pot folosi pentru a urca tocmai până în zona capului.
Statuia construită de Zavaczky Walter poate fi vizitată la intrarea în satul Bisericani, de unde mai trebuie parcurși încă cinci kilometri pe un drum neasfaltat.

## Vezi și
- Bisericani, Harghita
- Biserica romano-catolică din Bisericani

## Imagini

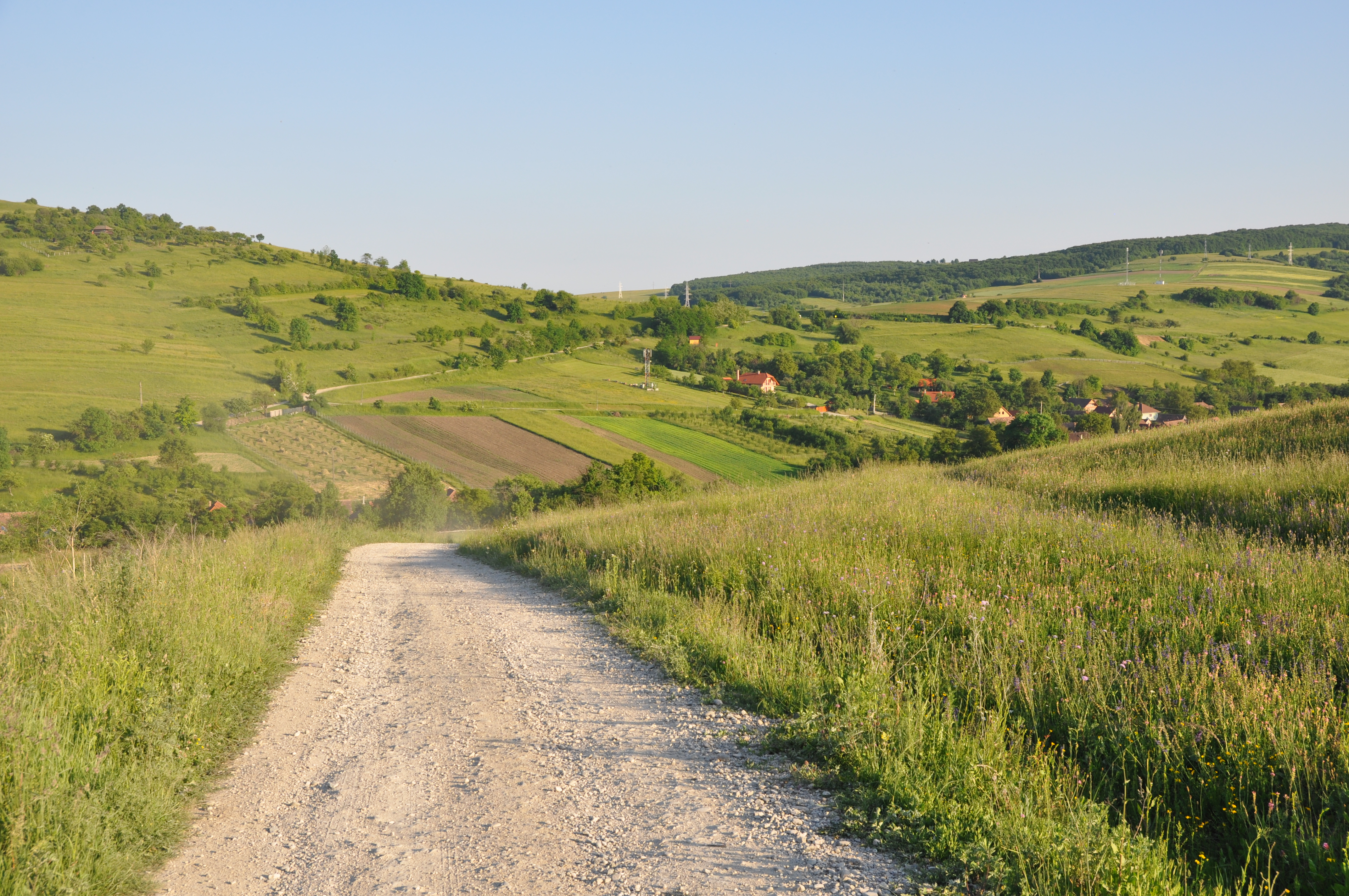
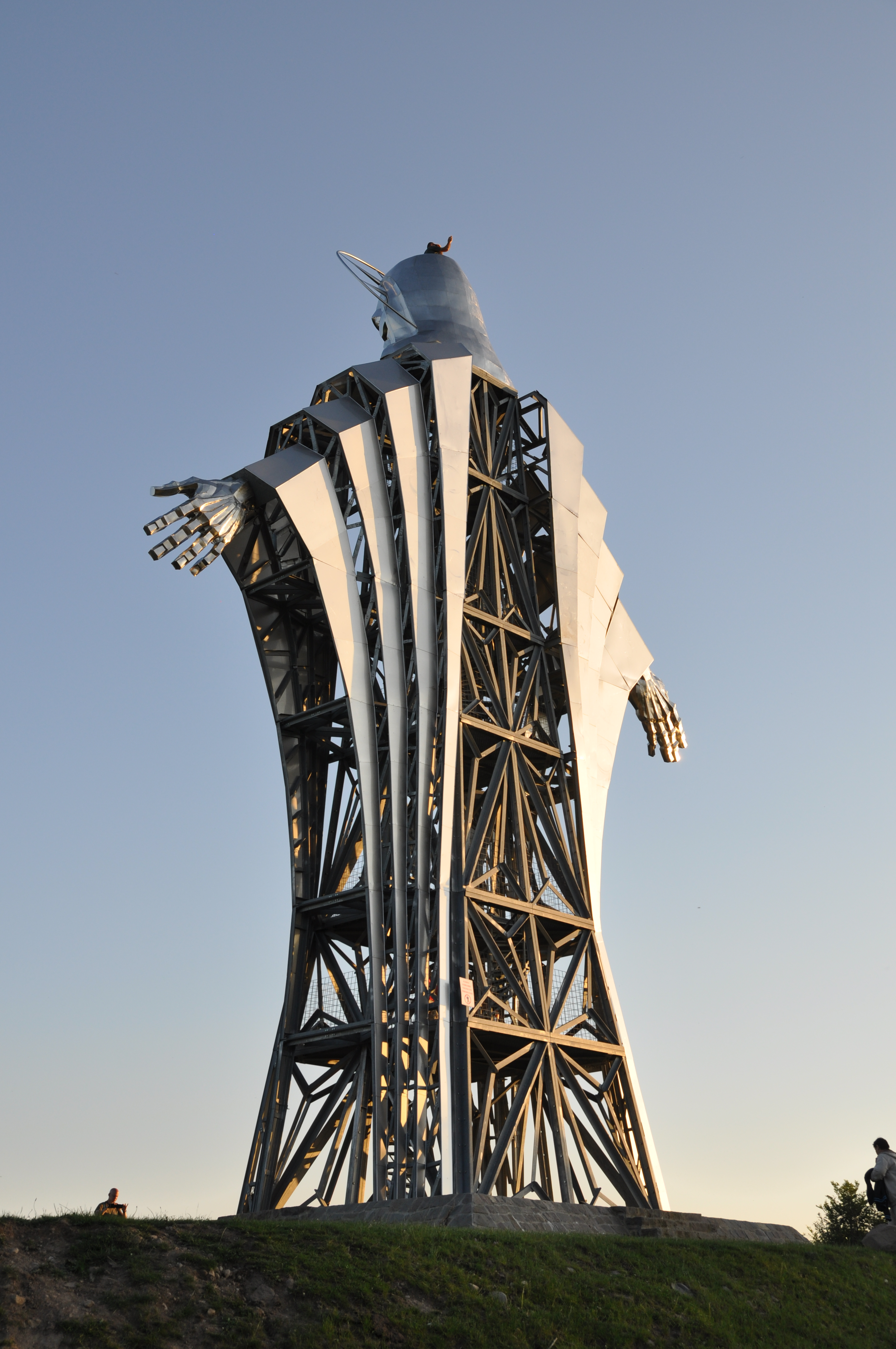
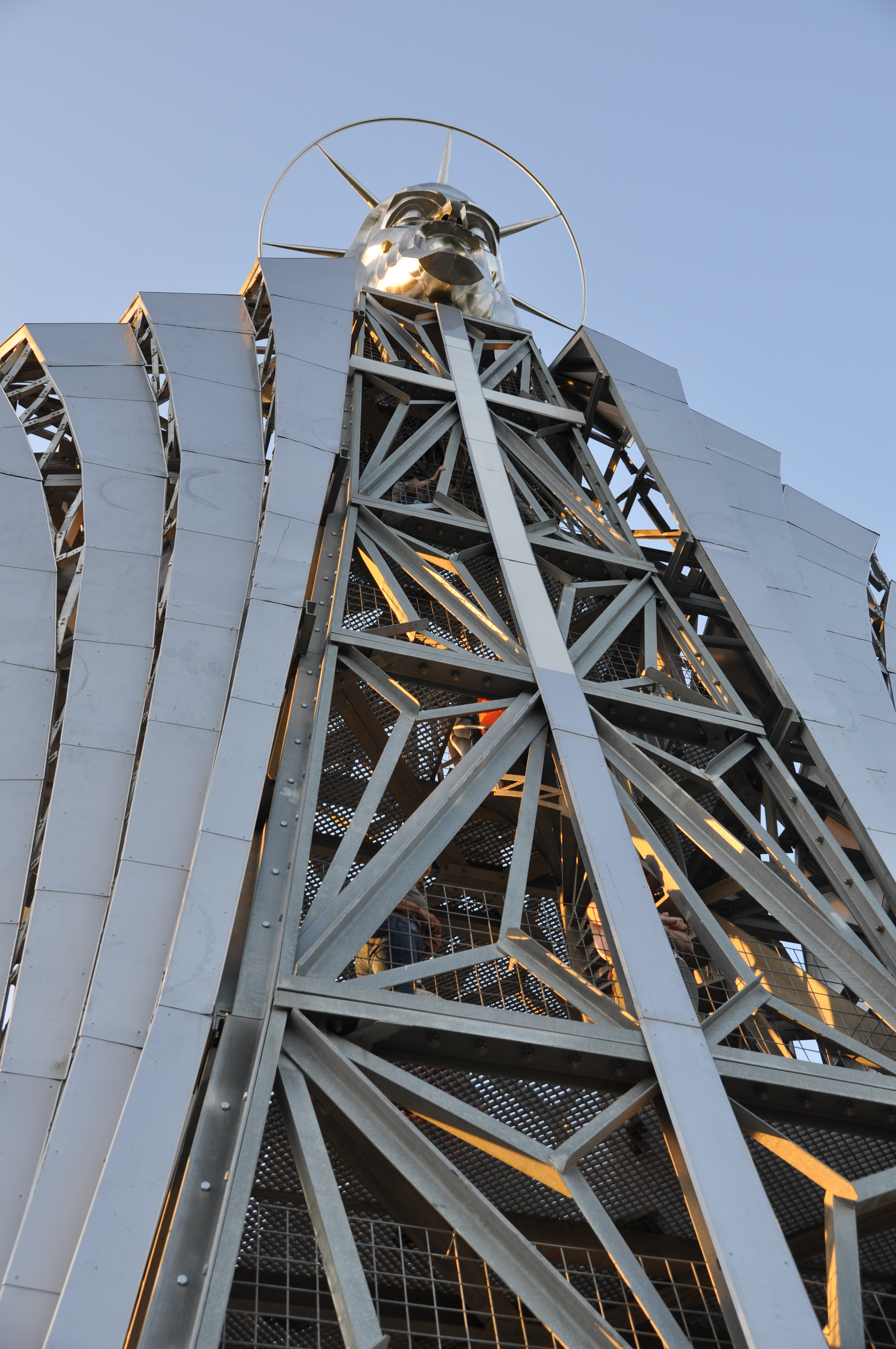
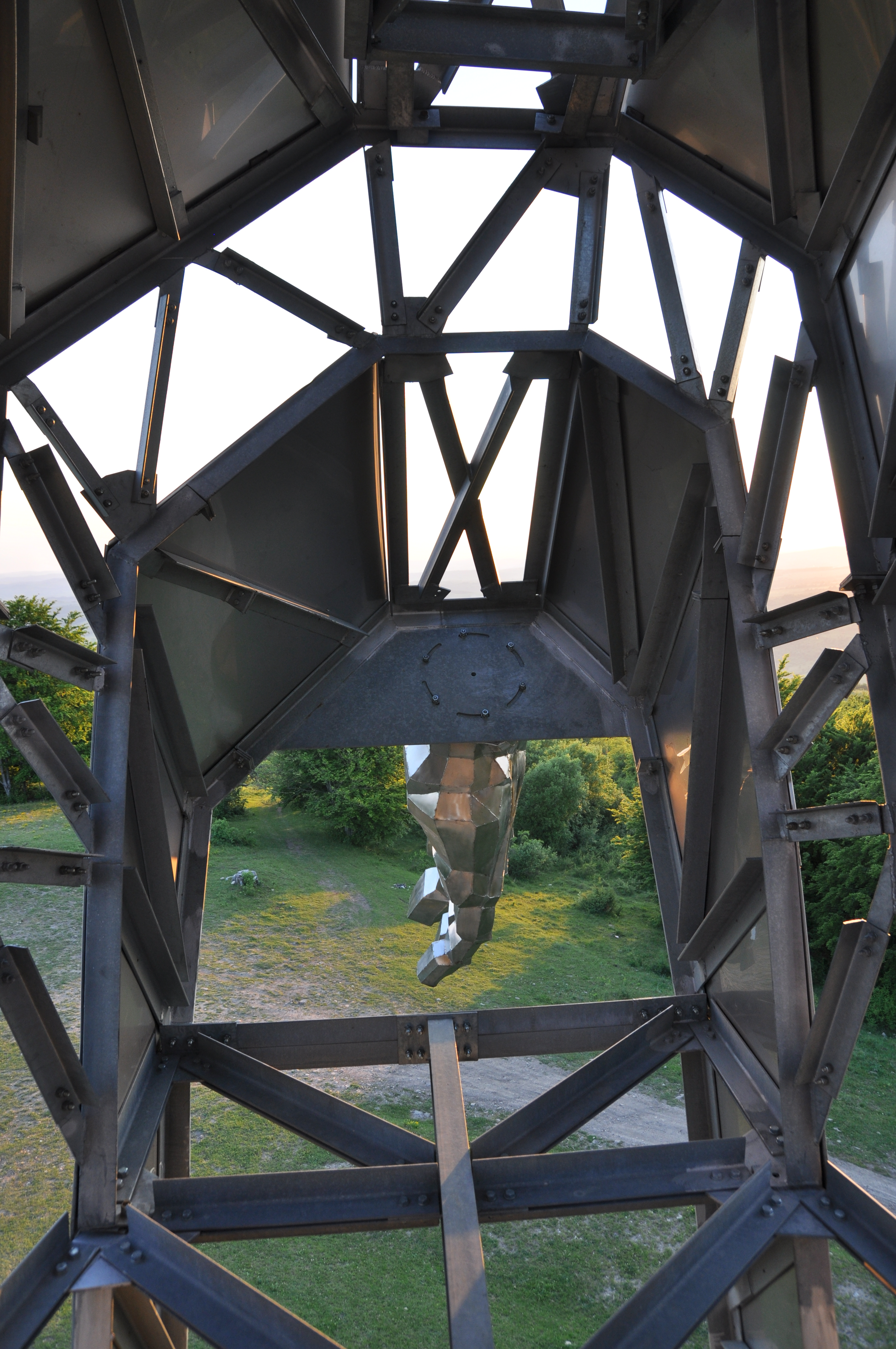
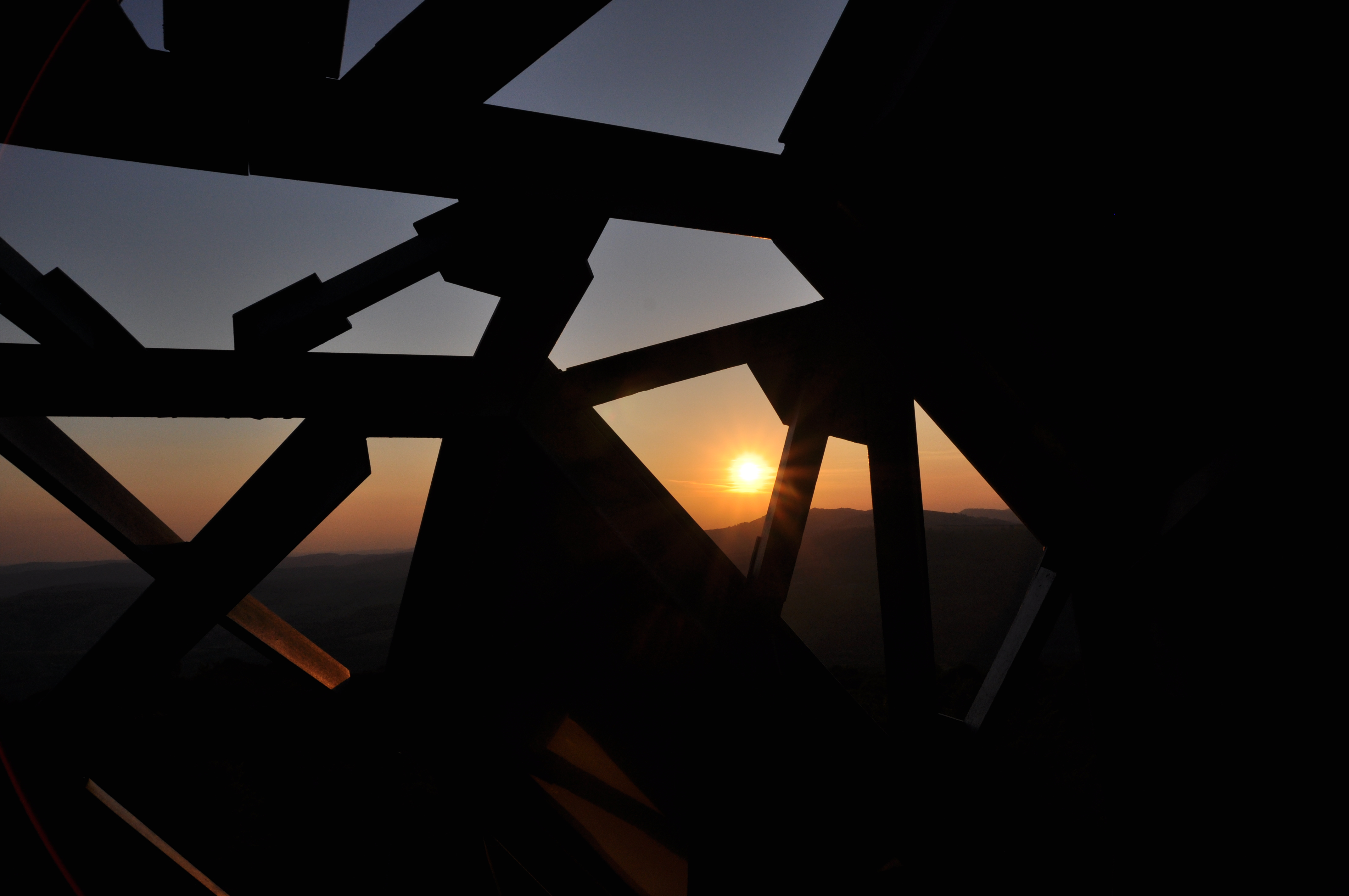
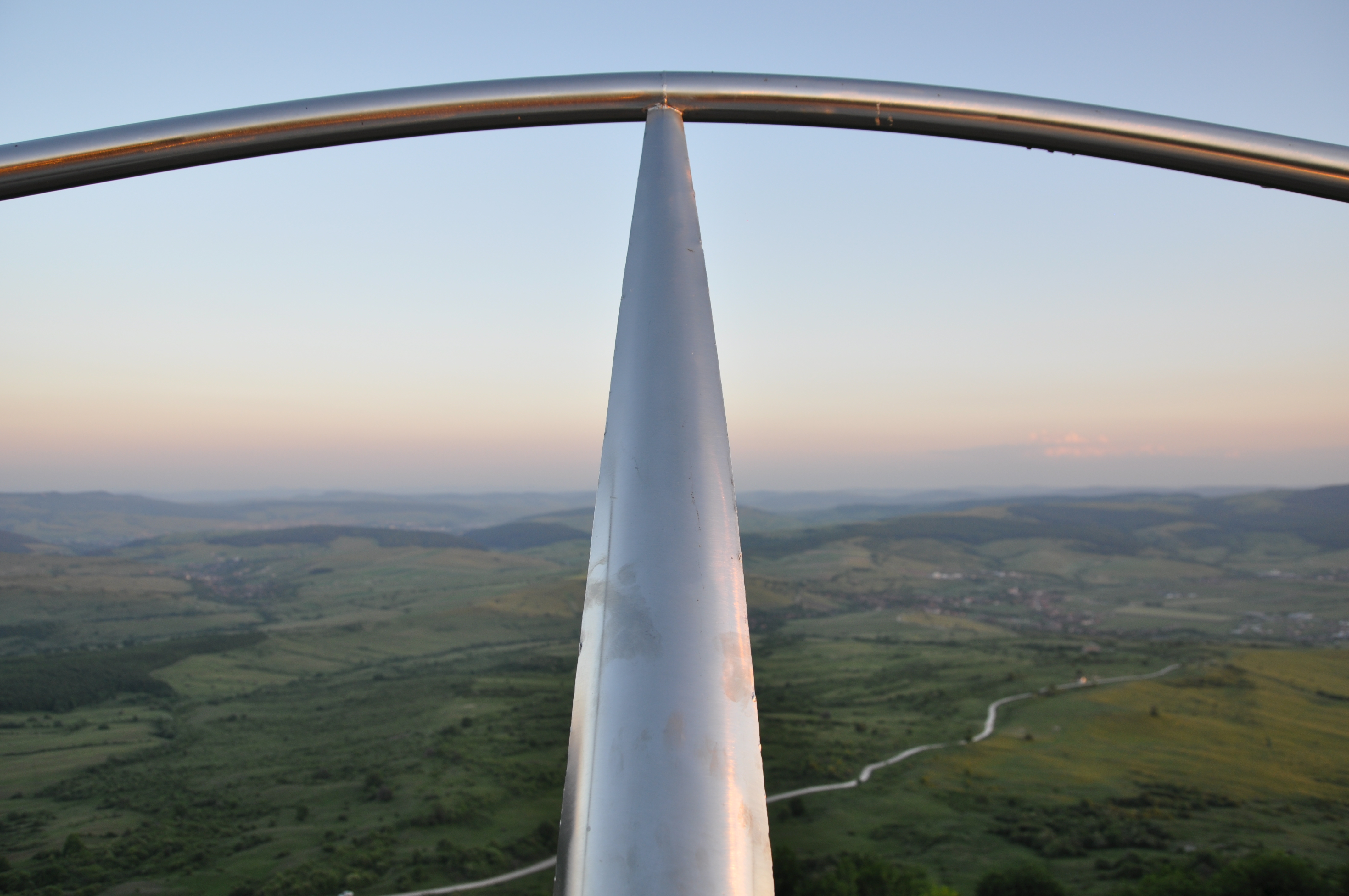
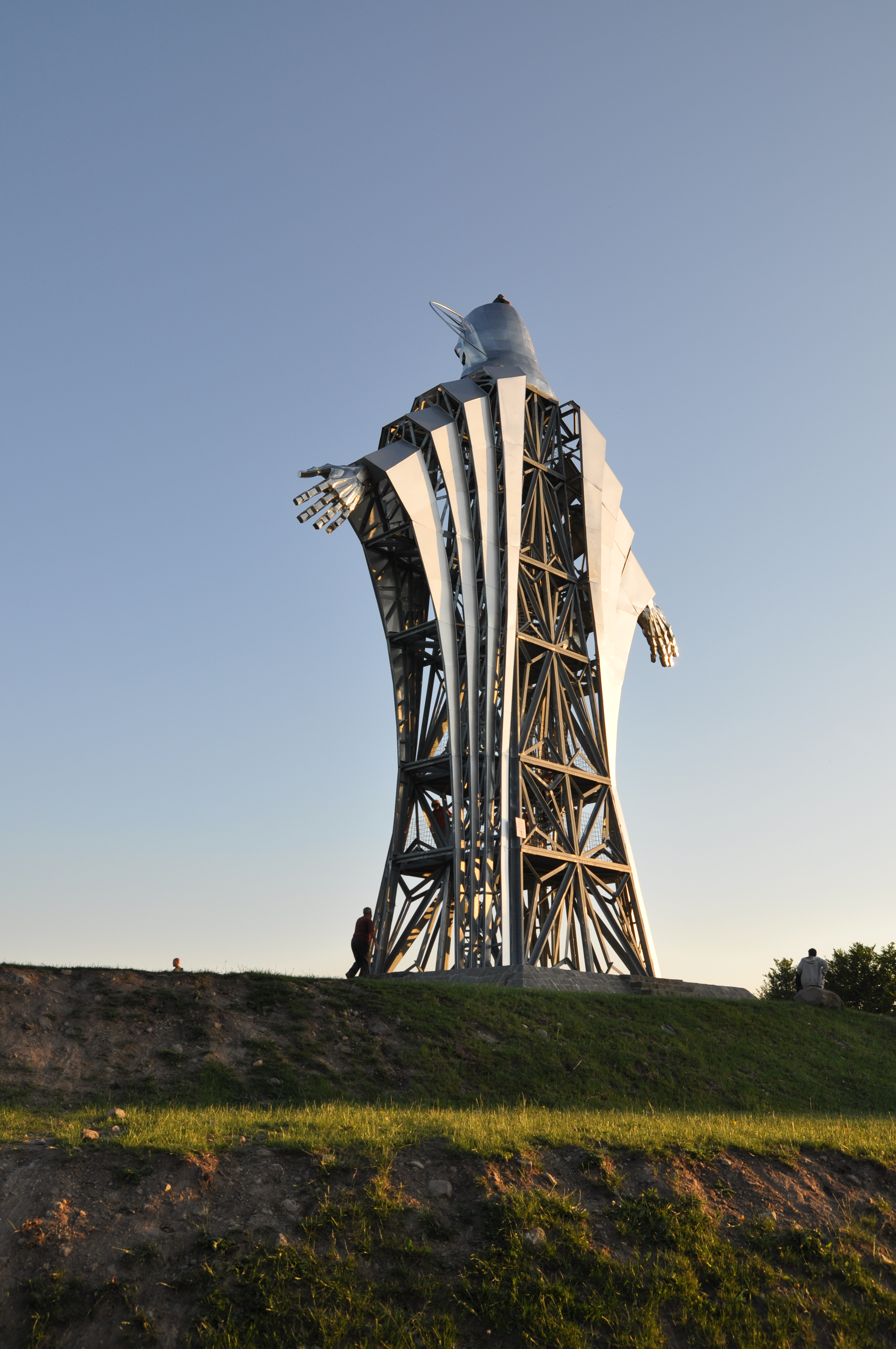
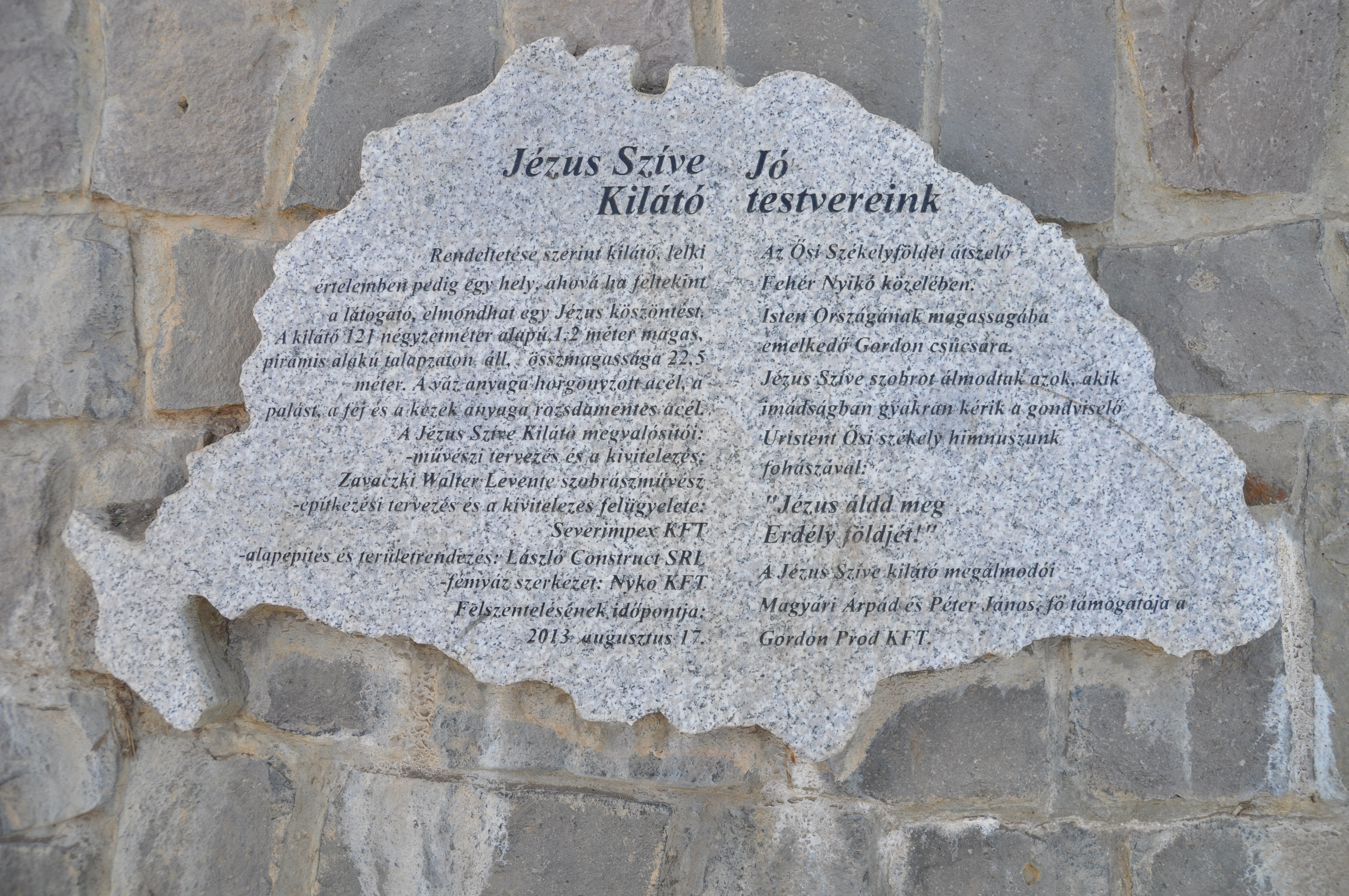
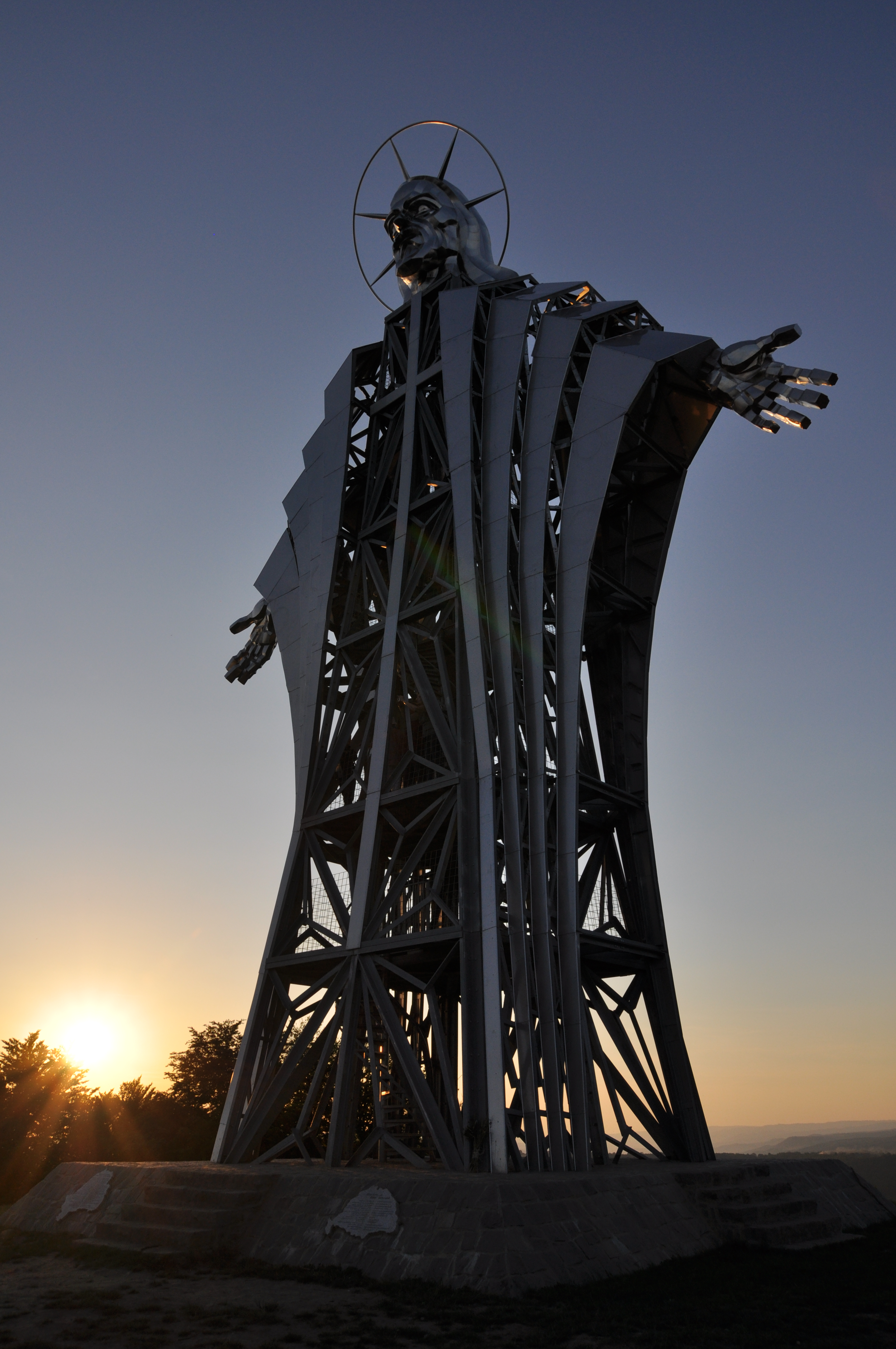